# Дорси, Джимми
Джи́мми До́рси (англ. Jimmy Dorsey, 29 февраля 1904 — 12 июня 1957) — американский джазовый саксофонист и кларнетист, один из самых знаменитых бэнд-лидеров эры свинга. Со своим оркестром записал множество хитов с латиноамериканским оттенком, утвердивших его в качестве одного из самых успешных музыкальных коллективов начала 1940-х годов. Был братом тромбониста и тоже знаменитого бенд-лидера Томми Дорси, с которым он одно время, на ранней и поздней стадиях своей карьеры, руководил джазовыми оркестрами совместно.
Сингл Джимми Дорси с его оркестром Brazil (Aquarela do Brasil) (1942) был в 2009 году введён в Зал славы премии «Грэмми», чествующий лучшие и важнейшие записи более чем 25-летней давности

## Доп. литература
- Stockdale, Robert L. Jimmy Dorsey: A Study in Contrasts. (Studies in Jazz Series). Lanham, MD: The Scarecrow Press, Inc., 1999. (ISBN 0810835363)
- Arnold, Jay, ed. Jimmy Dorsey Saxophone Method: A School of Rhythmic Saxophone Playing. Warner Bros Pubns, 1999.
- Sanford, Herb. Tommy and Jimmy: The Dorsey Years. (Introduction by Bing Crosby). DaCapo Press, 1980.
- Bockemuehl, Eugene. On the Road with the Jimmy Dorsey Aggravation, 1947—1949. Gray Castle Press, 1996.
- Metronome Magazine, March, 1942: Jimmy Dorsey cover. Metronome Editors. Vol. LVIII, No. 3.
- Down Beat Magazine, October 21, 1946: Jimmy Dorsey and Paul Whiteman cover.